# Leucoma parva
Leucoma parva är en fjärilsart som beskrevs av Carl Plötz 1880. Leucoma parva ingår i släktet Leucoma och familjen tofsspinnare. Inga underarter finns listade i Catalogue of Life.